# Tapinolachnus lacordairei
Tapinolachnus lacordairei är en skalbaggsart som först beskrevs av Thomson 1864.  Tapinolachnus lacordairei ingår i släktet Tapinolachnus och familjen långhorningar. Inga underarter finns listade i Catalogue of Life.